# ری یاماکی
ری یاماکی (ژاپنی: 山木 里恵؛ زادهٔ ۲ اکتبر ۱۹۷۵) بازیکن فوتبال اهل ژاپن و عضو تیم ملی فوتبال زنان ژاپن است که در تاریخ ۴ دسامبر ۱۹۹۳ میلادی اولین بازی ملی‌اش را انجام داد. او در ۵۰ بازی ملی حضور داشت و آخرین بازی ملی خود را در تاریخ ۲۶ ژوئن ۱۹۹۹ میلادی انجام داد. ری یاماکی در بازی‌های ملی‌اش
۳ گل به ثمر رساند.